# Heber Manning Wells
Pour les articles homonymes, voir Wells.
Heber Manning Wells (né le 11 août 1859, mort le 12 mars 1938) est un homme politique américain. Membre du Parti républicain, il est le premier gouverneur de l'État de l'Utah. Il a été élu le 4 janvier 1896, et a été gouverneur entre le 6 janvier 1896 et le 2 janvier 1905.

## Sources
- (en) Cet article est partiellement ou en totalité issu de l’article de Wikipédia en anglais intitulé « Heber Manning Wells » (voir la liste des auteurs).